# Ревуцькі
Ревуцькі (рос. Ревуцкие) — козацько-старшинський, а пізніше також священницький рід.

## Походження
Згідно родинних переказів рід Ревуцьких походить від прибічника гетьмана Петра Конашевича-Сагайдачного запорозького козака Петра Ревухи, який мав двох синів. З них Андрій Ревуцький осів на Лівобережжі, і від нього пішла відома священницька лінія Ревуцьких. А Станіслав на Правобережжі, і від нього пішла відома магнатська родина Жевуських. Проте в польських джерелах відмості про батька Станіслава або відсутні, або ним вказаний Кшиштоф Жевуський, дідич села Довжок в Подільському воєводстві.

## Опис герба
У блакитному полі срібна підкова рогами вниз. Усередині неї — золотий мальтійський (кавалерський) хрест. На підкові розміщено золотий кавалерський хрест без правого рамена. У клейноді над шоломом у короні — три страусові пір’їни.

## Родова схема
- Петро Ревуха
  - о. Андрій Петрович Ревуцький
    - о. Григорій Андрійович
      - о. Роман Григорійович
        - Яків Романович
          - Петро Якович (*1832 — †1855)[7]
          - Іван Якович (*1833 — †1910)[7]

        - о. Гаврило Романович
          - Олександр Гаврилович (*1841 — †1879)[8]
            - Яків Олександрович (*1845)

          - Аркадій Гаврилович (*1845 — †188?)
          - о. Микола Гаврилович (*1843 — †1906) ∞ Олександра Дмитрівна Каневська (*1844 — †1906)
            - Дмитро Миколайович (*1881 — †1941) ∞ Катерина Миколаївна Уралова ∞ Марія NN (†1941)
              - NN Дмитрович
              - Валеріян Дмитрович (*1910 — †2010)
              - Олександра Дмитрівна

            - Лев Миколайович (*1889 — †1977) ∞ Софія Андріївна Писарева (†1974)
              - Євген Львович (*1919 — †2006) ∞ NN
                - Георгій Євгенович (*1954 — †1994)
                  - Тарас Андрійович

                - Андрій Євгенович

          - Леонід Гаврилович (*1851 — †1922)